# Місі (Дагестан)
Місі (рос. Миси) — село Агульського району, Дагестану Росії. Входить до складу муніципального утворення Сільрада Хутхульська.
Населення — 282 (2010).

## Історія
У 1926 році село належало до Кюрінського району.

## Населення
За даними перепису населення 2002 року в селі мешкало 327 осіб. В тому числі 155 (47.40 %) чоловіків та 172 (52.59 %) жінок.
Переважна більшість мешканців — агульці (99 % від усіх мешканців). У селі переважає агульська мова.
У 1926 році в селі проживало 231 осіб.